# ロックフェリア (小惑星)
ロックフェリア (904 Rockefellia) は小惑星帯に位置する小惑星である。ハイデルベルクのケーニッヒシュトゥール天文台でマックス・ヴォルフによって発見された。
アメリカ合衆国の実業家・慈善家ジョン・ロックフェラーにちなんで命名された。